# Yolfa
Jolfa, جلفا, es una pequeña ciudad situada al norte de Tabriz, en la provincia de Azerbaiyán Oriental de la República de Irán, en una latitud 38°56′00″N 45°38′00″E / 38.93333, 45.63333. Se encuentra separada por el río Araks de la ciudad de Julfa, perteneciente a la República de Azerbaiyán. Las dos localidades están unidas por un puente de carretera y un puente ferroviario. 
En el censo de 2006, su población era de 4.983 habitantes, repartidas en 1.365 hogares. El siguiente censo de 2011 contó 5.628 personas, en 1.448 hogares. El último censo de 2016 mostró una población de 8.810 personas en 2.543 hogares. Unos 18.000 estudiantes estudian en las escuelas regionales y 450 alumnos asisten a las universidades de todo el país. La población ocupada de la ciudad trabaja en el servicio administrativo, de transporte, aduana, bancos y seguros, así como en el comercio y otras actividades urbanas. La mayoría de los pobladores rurales son agricultores. 
Dada su proximidad con Azerbaiyán, en la ciudad se habla mayoritariamente azerí. 

## Toponimia e historia
Yolfa significa literalmente tejedor. En el pasado, esta zona fue uno de los importantes centros de cría de gusanos de seda y sus habitantes estaban especializados en la producción de seda y tejidos de seda. Por orden del Abás el Grande, alrededor de tres mil personas de ascendencia armenia fueron trasladadas a Isfahán para trabajar en la producción y exportación de seda a través del Golfo Pérsico, que era el producto de exportación más importante de Irán en ese momento, y para enseñar a los habitantes de Isfahán técnicas que dominaban los armenios de Yolfa de Azerbaiyán. Para su comodidad, Abás el Grande construyó una ciudad con la forma de Yolfa junto al río Zayandeh.
A raíz del Tratado de Turkmenchay el 10 de febrero de 1828, la ciudad de Yolfa se dividió en dos partes: la mayor parte de su territorio, llamado Julfa, quedó en la República Autónoma de Najichiván, en Azerbaiyán, y la parte más pequeña, llamada Yolfa, quedó en Irán.

## Instalaciones y negocios
Yolfa es una de las ciudades fronterizas más importantes para la República Islámica del Irán, en ella hay instalaciones de la Aduana y se produce el almacenaje, carga y transporte de tres millones de toneladas de mercancías al año. Antes del colapso de la Unión Soviética, todas las importaciones y exportaciones de Irán con la Unión Soviética, Europa del Este y Escandinavia se llevaban a cabo a través Yolfa.

## Principales monumentos

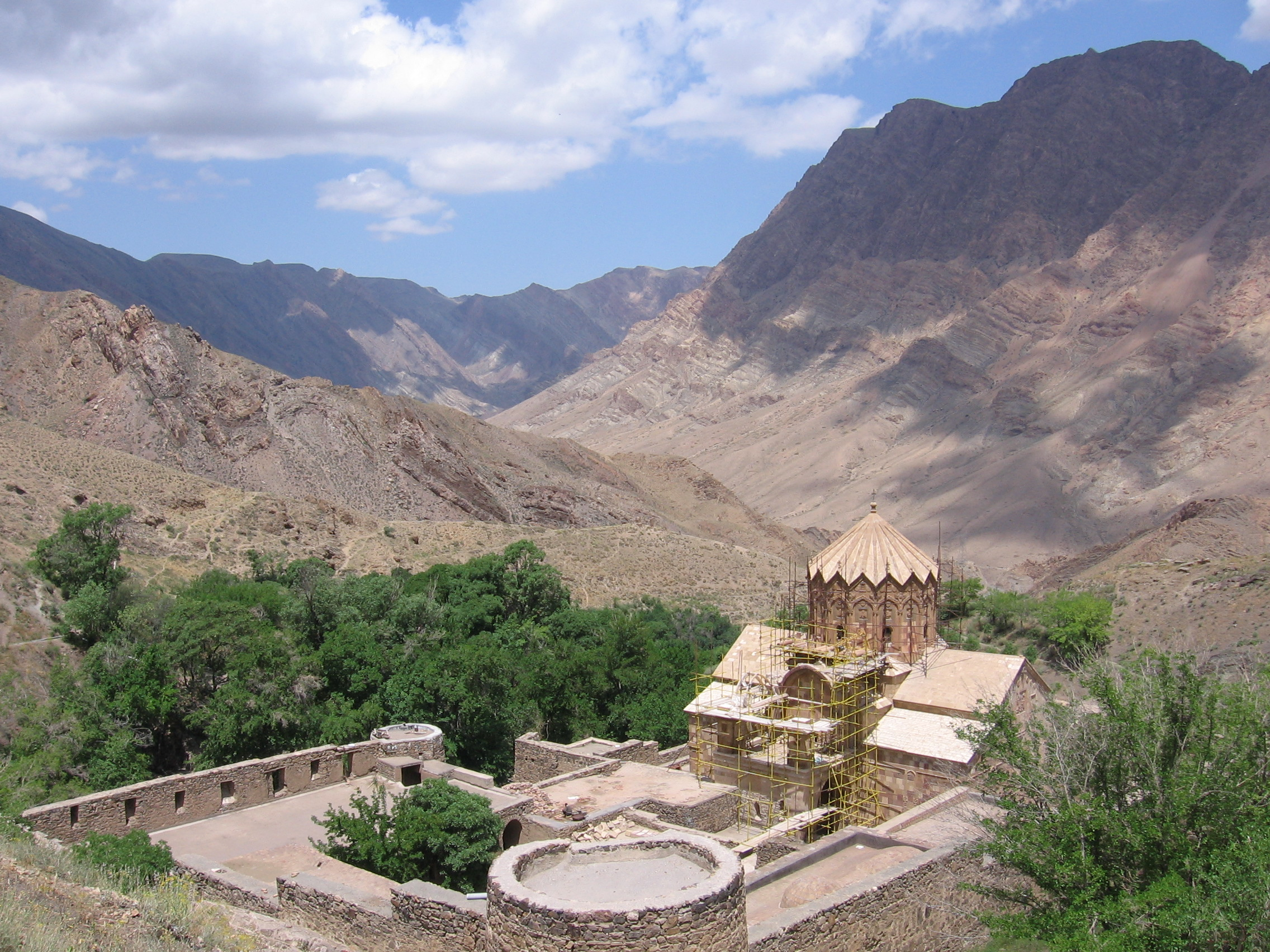
Yolfa

Yolfa y sus alrededores cuentan con un interesante patrimonio. Destacan, en este sentido, los baños de Yolfa; la catedral de San Esteban (ubicada a 26 km al oeste de Jolfa); la capilla de Chupan, declarada patrimonio de la Humanidad; el puente Zia-ul-Molk; la cascada Asiab Kharaba, ubicada a 27 km de Hadishahr, a orillas del río Aras; la aldea de Kordasht, que conserva su centro histórico y una casa de baños; la aldea escalonada de Ushtabin; la zona protegida de Arasbaran, con una superficie de 72 000 hectáreas en la orilla sur del río Aras; el pueblo de Zavya (Ziveh), donde se encuentra un imamzadeh histórico, construido por un arquitecto de Najicheván y con árboles de dos mil años de antigüedad.